# Edmund Antczak
Edmund Antczak (ur. 20 lipca 1946 w Tczewie) – polski lekkoatleta, specjalista pchnięcia kulą. Trener lekkoatletyczny.

## Osiągnięcia
Startował w drugiej połowie lat 60. i latach 70., kiedy w Polsce dominował w pchnięciu kulą Władysław Komar. Antczak nigdy nie zdobył tytułu mistrza Polski, ale był sześciokrotnie wicemistrzem (1967, 1969, 1970, 1971, 1976 i 1977), a 5 razy zdobywał brązowy medal (1972, 1974, 1975, 1978 i 1979).
Wystąpił w 25 meczach reprezentacji Polski, odnosząc trzy zwycięstwa indywidualne. W finale Pucharu Europy w 1970 w Sztokholmie zajął 6. miejsce. Był zawodnikiem Lechii Gdańsk. W latach startów przy wzroście 186 cm ważył 112 kg.
Od 2010 roku jest trenerem Pauliny Guby, zdobywczyni złotego medalu mistrzostw Europy w 2018 w pchnięciu kulą oraz złotej medalistki światowych wojskowych igrzysk w 2019.

## Rekordy życiowe
Jego rekord życiowy wynosi 19,81 m (ustanowiony 16 sierpnia 1978 w Białymstoku).